# Joseph Augustin Hagendorens
Joseph Augustin Hagendorens, in religione Eusebio (Mariekerke, 15 aprile 1894 – Wezembeek-Oppem, 20 aprile 1976), è stato un missionario e vescovo cattolico belga.
Missionario passionista in Congo, è stato il primo vescovo di Tshumbe.

## Biografia
Abbracciò la vita religiosa nella Congregazione della Passione di Gesù Cristo e fu ordinato prete il 2 gennaio 1921.
Nel 1934 gli scheutisti cedettero ai passionisti della provincia belga di San Gabriele alcune stazione missionarie del vicariato apostolico del Kasai superiore, in Congo: Hagendorens fu inviato dal Belgio come superiore della missione e il 28 luglio 1936 fu nominato prefetto apostolico di Tshumbe.
Il 13 marzo 1947 papa Pio XII elevò la prefettura apostolica di Tshumbe a vicariato apostolico e nominò Hagendorens vicario apostolico e vescovo titolare di Caffa. Ricevette la consacrazione episcopale a Courtrai il 1º maggio 1947.
Il vicariato apostolico di Tshumbe fu eretto in diocesi il 10 novembre 1959 e Hagendorens divenne primo vescovo di quella sede residenziale.
Aprì in diocesi scuole e ospedali. Promosse la formazione del clero indigeno e nel 1945 ordinò i primi due sacerdoti congolesi. Promosse anche le vocazioni religiose tra la popolazione locale, per la quale fondò le congregazioni dei Fratelli della Passione nel 1940 e le Suore di San Francesco d'Assisi nel 1953. Scrisse le prime grammatiche e i primi dizionari della lingua otetela; pubblicò una raccolta di proverbi africani e fondò la rivista Nkuruse.
Prese parte al Concilio Vaticano II.
Lasciò la guida della diocesi il 15 settembre 1968 e fu trasferito alla sede titolare di Sicca Veneria. Rientrò in patria, dove si spense nel 1976.
Nel 2020 le sue spoglie furono trasferite dal cimitero del ritiro passionista di Wezembeek-Oppem in Congo e sepolte a Tshumbe.

## Genealogia episcopale
La genealogia episcopale è:
- Vescovo Johannes Wolfgang von Bodman
- Vescovo Marquard Rudolf von Rodt
- Vescovo Alessandro Sigismondo di Palatinato-Neuburg
- Vescovo Johann Jakob von Mayr
- Vescovo Giuseppe Ignazio Filippo d'Assia-Darmstadt
- Arcivescovo Clemente Venceslao di Sassonia
- Arcivescovo Massimiliano d'Asburgo-Lorena
- Vescovo Kaspar Max Droste zu Vischering
- Vescovo Joseph Louis Aloise von Hommer
- Vescovo Nicolas-Alexis Ondernard
- Vescovo Jean-Joseph Delplancq
- Cardinale Engelbert Sterckx
- Vescovo Jean-Joseph Faict
- Cardinale Pierre-Lambert Goossens
- Vescovo Gustave-Joseph Waffelaert
- Vescovo Henricus Lamiroy
- Vescovo Eusebio Hagendorens, C.P.